# Kalotaújfalu
Kalotaújfalu (románul Finciu, németül Neudorf) falu Romániában Kolozs megyében.

## Fekvése
Bánffyhunyadtól délre, Jósikafalva irányába, Kiskalota után következő település a Nagy Havas irányába.

## Nevének említése
1839-ben Szász-Ujfalu, Ujfalu, Neudorf, Fints, 1863-ban Szász-Ujfalu, Fincs, 1873-ban Fincs és 1890-ben Kalota-Ujfalu néven találjuk.

## Története
1910-ben 396 román és egy magyar lakosa volt. 1992-ben 214 ortodox és pünkösdista román lakosa van.
Ortodox fatemplomát 1764 körül építették. Új kőtemplomát 1936-ban emelték, régi fatemplomát az akkor kialakulóban lévő "telep" nevű településrészre szállították át.
A régi fatemplom kő alapra, tölgyfából készült falakkal épült. Téglalap alaprajzú csarnokához csatlakozik egy nyolcszög három oldalával záródó szentély. A templom tetején két fiatoronnyal, tornyát zsindely fedi.
A falu a trianoni békeszerződésig Kolozs vármegye Bánffyhunyadi járásához tartozott.